# Trần Thừa
Trần Thái Tổ (chữ Hán: 陳太祖, 1184 – 17 tháng 2, 1234), tên húy Trần Thừa (陳承), còn có miếu hiệu là Trần Huy Tông (陳徽宗), là Thái thượng hoàng đầu tiên của nhà Trần. Ông tại vị Thái Thượng hoàng khi con ông, Trần Thái Tông trở thành hoàng đế khai sinh ra nhà Trần. Khi ấy, Trần Thái Tông còn nhỏ, ông cùng Thái sư Trần Thủ Độ làm nhiếp chính, nắm quyền từ khi lên ngôi 1225 đến khi qua đời, tổng cộng là 9 năm.
Ông nổi tiếng là cha của Trần Thái Tông, và việc trở thành một trong hai Thái thượng hoàng chưa từng làm Hoàng đế trong lịch sử Việt Nam, người kia là Sùng Hiền hầu, cha của Lý Thần Tông.

## Thân thế
Trần Thừa là đích trưởng tử của Trần Lý (陳李) và Tô phu nhân, anh ruột của Trần Tự Khánh và Linh Từ quốc mẫu. Ông còn là anh họ của Trần Thủ Độ và là cháu gọi Tô Trung Từ là cậu.
Ông tổ của Trần Thừa là Trần Kinh (陳京) vốn người đất Mân Việt, sau chuyển tới hương Tức Mặc, phủ Thiên Trường (Nam Định), sau đó được Trần Hấp chuyển hết mộ phần và gia đình về gò Tinh Cương - phủ Long Hưng ( Hưng Hà - Thái Bình) Gia đình ông, cho tới đời ông, đều làm nghề đánh cá và dần trở nên giàu có.
Trần Thừa lớn lên khi cơ nghiệp nhà Lý đã suy yếu. Hoàng đế khi ấy của nhà Lý là Lý Cao Tông bỏ bê chính sự khiến nền chính trị của Đại Việt lũng đoạn, nhiều nơi nổi dậy khởi nghĩa để lại những hậu quả nặng nề về kinh tế và chính trị. Các tướng lĩnh địa phương cũng nhân lúc loạn lạc nuôi ý định xây dựng lực lượng riêng, trong đó có cha Trần Thừa là Trần Lý ở Hải Ấp (Vùng Thái Bình - Nam Định). Thái tử Sảm chạy loạn Quách Bốc ở Kinh thành về vùng Hải Ấp và được nhà Trần cưu mang. Sự nghiệp nhà Trần cũng đi lên hưng nghiệp từ đây.

## Phụ chính nhà Lý
Năm Kỷ Tỵ, Trị Bình Long Ứng thứ 5 (1209), xảy ra Loạn Quách Bốc, thiên hạ đại loạn.
Lý Cao Tông cùng An Toàn hoàng hậu và triều đình họ Lý bỏ chạy lên Quy Hoá, riêng Thái tử Lý Hạo Sảm chạy về Hải Ấp, nơi gia đình của Trần Lý cai quản. Thái tử Sảm lấy con gái của Trần Lý, em Trần Thừa là Trần Nhị Nương làm vợ. Nhân có chính lệnh của Thái tử Lý Sảm và có em vợ là Tô Trung Từ làm quan trong triều, Trần Lý có lý do phát triển lực lượng để đánh Quách Bốc. Trần Thừa cùng Trần Tự Khánh giúp cha và cậu thực hiện ý định đó.
Năm sau (1210), Tô Trung Từ và Trần Lý đánh bại Quách Bốc. Trong khi đánh dẹp, Trần Lý bị tử trận. Không lâu sau Cao Tông băng hà, Thái tử Sảm lên ngôi, tức là Lý Huệ Tông. Huệ Tông lập Trần Nhị Nương làm Nguyên phi (元妃). Cậu Trần Thừa là Tô Trung Từ nắm quyền điều hành triều chính.
Năm Tân Mùi, Kiến Gia nguyên niên (1211), Tháng 7, Tô Trung Từ đang đêm sang Gia Lâm tư thông với Thiên Cực công chúa, bị quan nội hầu Vương Thượng là chồng của Công chúa giết chết.
Con rể của Tô Trung Từ là Nguyễn Ma La (cũng gọi là Nguyễn Đà La) thấy cha vợ bị giết, triều đình nghiêng ngả, bèn sang nói với Trần Thừa, xin tiến binh dẹp yên ấp Khoái. Nguyễn Ma La cùng với vợ là Tô thị (em họ Trần Thừa) lên thuyền sang đạo Thuận Lưu để gặp bộ tướng của Tô Trung Từ là Nguyễn Trinh thì bị Nguyễn Trinh giết rồi cướp lấy Tô thị đem về. Tô thị bèn sai người tố cáo với Trần Thừa. Ông lập mưu sai Tô thị dụ Nguyễn Trinh đến và giết chết. Thiên hạ hỗn loạn, nhiều hào trưởng nổi dậy tranh hùng.
Năm thứ 3 (1213), không chịu sự thao túng của Trần Tự Khánh, Lý Huệ Tông cùng thái sư Đàm Dĩ Mông tự làm tướng, hẹn với quân Hồng Châu của họ Đoàn đi đánh họ Trần. Hai bên chia quân, Trần Thừa đón đánh Đàm Dĩ Mông ở bến An Diên, còn Tự Khánh đón đánh Lý Huệ Tông ở Mễ Sở. Lý Huệ Tông thất thế phải chạy lên Lạng Châu.
Trong những năm sau, nhờ tài cầm quân của Trần Tự Khánh và Trần Thừa, anh em họ Trần chiếm ưu thế trong cuộc chiến với các hào trưởng địa phương và nắm được triều đình nhà Lý. Nhờ công phò tá triều Lý, ông được Lý Huệ Tông phong làm Nội thị phán thủ năm Bính Tý (1216).
Năm Quỳ Mùi, Kiến Gia thứ 13 (1223), sau khi Trần Tự Khánh mất, ông được Lý Huệ Tông phong làm Thái úy Phụ chính, cùng với em họ ông là Điện tiền chỉ huy sứ Trần Thủ Độ thao túng triều đình.

## Thái thượng hoàng nhà Trần
Năm Ất Dậu, Thiên Chương Hữu Đạo thứ 2 (1225), mùa đông, con trai ông là Trần Cảnh mới 8 tuổi được Lý Chiêu Hoàng là vợ kiêm em họ lên nhường ngôi , làm Thiên tử, mở đầu cho thời đại nhà Trần. Ông làm nhiếp chính cho con trai mình bên cạnh Trần Thủ Độ nắm giữ chức vụ Thái sư. Tháng 10 năm sau (1226), Trần Thái Tổ được vua Trần Thái Tông (Trần Cảnh) tôn làm Thái thượng hoàng, ngự ở Phụ Thiên cung (附天宮), phường Hạc Kiều phía bên tả.
Năm Giáp Ngọ, Thiên Ứng Chính Bình năm thứ 3, ngày 18 tháng Giêng (tức 17 tháng 2 năm 1234), Thái thượng hoàng  Trần Thái Tổ qua đời, hưởng dương 51 tuổi, táng ở Thọ Lăng (壽陵), phủ Long Hưng (nay thuộc huyện Đông Hưng, tỉnh Thái Bình). Miếu hiệu là Huy Tông (徽宗), thụy hiệu là Khai Vận Lập Cực Hoằng Nhân Ứng Đạo Thuần Chân Chí Đức Thần Vũ Thánh Văn Thùy Dụ Chí Hiếu Hoàng Đế (開運立極弘仁應道純真至德神武聖文垂裕至孝皇帝).
Tháng Giêng năm Mậu Thân (1248), Trần Thái Tông đổi miếu hiệu của ông từ Huy Tông thành Thái Tổ (太祖), đổi gọi Thọ Lăng thành Huy Lăng (徽陵).

## Gia quyến
Vợ chính thức của ông là Thuận Từ Quốc Thánh hoàng hậu Lê Thị Thái (順慈國聖皇后黎氏; ? - 1230). Ngoài ra, không rõ danh tính các bà vợ lẽ khác.
Các con trai ông là:
1. Khâm Minh đại vương Trần Liễu, cha của Hưng Đạo đại vương Trần Quốc Tuấn.
2. Trần Cảnh, tức Thái Tông Nguyên Hiếu hoàng đế [太宗元孝皇帝].
3. Khâm Thiên đại vương Trần Nhật Hiệu.
4. Hoài Đức vương Trần Bà Liệt,con ngoài giá thú.
5. Nhân Hòa Vương Trần Di Ái,đầu hàng quân Nguyên.

Các con gái là:
1. Thụy Bà công chúa (瑞婆公主), chị ruột Trần Thái Tông, cô Trần Quốc Tuấn, nuôi Trần Quốc Tuấn làm con.
2. Thiên Thành công chúa (天城公主). Theo Khâm định Việt sử thông giám cương mục, tuy nhiên điều này có nghi vấn, có những phân tích khác cho rằng Thiên Thành công chúa là con Trần Thái Tông.
3. Ngoạn Thiềm Công chúa, được Trần Thủ Độ gả cho Nguyễn Nộn với mục đích giảng hoà và thăm dò nội tình của vùng Nộn chiếm cứ.